# 아데노이드

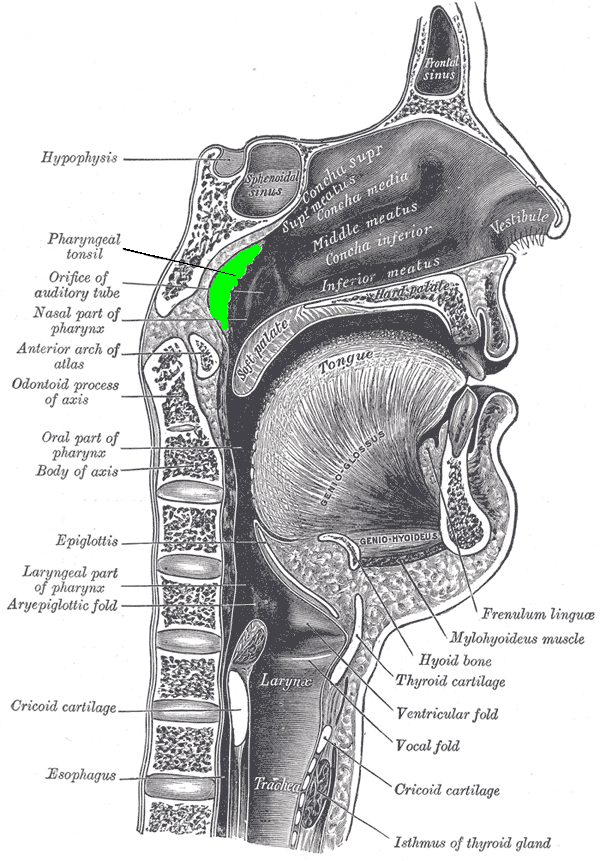
아데노이드의 위치

해부학에서 아데노이드(adenoid) 또는 인두편도는 편도의 대부분을 차지하는 부위이다. 비강 뒤, 인두 천장에 위치한 림프조직 덩어리이며 여기서 코가 목구멍 쪽으로 향하게 된다.
'아데노이드'라는 용어는 인두편도가 비정상적으로 커지는 아데노이드 비대증을 표현하기 위해서도 사용된다.
아데노이드는 구개편도와 달리 거짓중층상피가 있다. 아데노이드는 림프조직의 이른바 발다이어편도선환의 일부이며 여기에는 구개편도, 혀편도, 이관편도가 포함되어 있다.

## 같이 보기
- 아데노이드 비대증